# Murrurundi
Murrurundi är en ort i Australien. Den ligger i kommunen Upper Hunter Shire och delstaten New South Wales, i den sydöstra delen av landet, omkring 240 kilometer norr om delstatshuvudstaden Sydney.
Trakten runt Murrurundi är nära nog obefolkad, med mindre än två invånare per kvadratkilometer.. Murrurundi är det största samhället i trakten. 
I omgivningarna runt Murrurundi växer i huvudsak städsegrön lövskog. Genomsnittlig årsnederbörd är 907 millimeter. Den regnigaste månaden är februari, med i genomsnitt 171 mm nederbörd, och den torraste är oktober, med 20 mm nederbörd.